# Kémiai Wolf-díj

A Wolf Alapítvány emblémája

A kémiai Wolf-díj egyike a Wolf-díjaknak melyeket évente kiosztanak a tudományos és művészeti területen elért kiemelkedő eredményekért, alkotásokért.

## A díjazottak
- 2023 Chuan He, Hiroaki Suga, Jeffery W. Kelly
- 2022 Bonnie L. Bassler, Carolyn R. Bertozzi, Benjamin F. Cravatt
- 2021 Leslie Leiserowitz, Meir Lahav
- 2020 Nem osztották ki
- 2019 Stephen L. Buchwald, John F. Hartwig
- 2018 Omar M Yaghi, Makoto Fujita
- 2017 Robert G. Bergman
- 2016 Kyriacos Costa Nicolaou, Stuart Schreiber
- 2015 Nem osztották ki
- 2014 Chi-Huey Wong
- 2013 Robert Langer
- 2012 Paul Alivisatos, Charles Lieber
- 2011 Stuart Alan Rice, Ching W. Tang, Krzysztof Matyjaszewski
- 2010 Nem osztották ki
- 2009 Nem osztották ki
- 2008 Allen Bard, William Moerner
- 2006/7 Ada Jonat, George Feher
- 2005 Richard Zare
- 2004 Harry Gray
- 2002/3 Nem osztották ki
- 2001 Henri Kagan, Nojori Rjódzsi, Barry Sharpless
- 2000 Albert Cotton
- 1999 Raymond Lemieux
- 1998 Gerhard Ertl, Somorjai Gábor
- 1996 Nem osztották ki
- 1995 Gilbert Stork, Samuel Danishefsky
- 1994 Richard Lerner, Peter Schultz
- 1993 Ahmed Zewail
- 1992 John Pople
- 1991 Richard Ernst, Alexander Pines
- 1990 Nem osztották ki
- 1989 Duilio Arigoni, Alan Battersby
- 1988 Joshua Jortner, Raphael David Levine
- 1987 Sir David Phillips, David Blow
- 1986 Elias James Corey, Albert Eschenmoser
- 1984/5 Rudolph Marcus
- 1983/4 Herbert Gutowsky, Harden McConnell, John Waugh
- 1982 Polányi János, George C. Pimentel
- 1981 Joseph Chatt
- 1980 Henry Eyring
- 1979 Herman Mark
- 1978 Carl Djerassi